# UTC+1
UTC+1 è un fuso orario in anticipo di un'ora sull'UTC, e basato sull'Europa Centrale.
Per il meccanismo dell'ora legale l'inclusione dei vari stati e territori nel fuso orario UTC+1 non è uniforme durante l'anno, potendosi individuare tre gruppi.

## Geografia
In teoria UTC+1 concerne una zona del globo compresa tra 7,5° E e 22,5° E e l'ora inizialmente utilizzata corrispondeva all'ora solare media del 15º meridiano est, chiamato "meridiano dell'Etna", riferimento integrato nel sistema UTC nel 1972. Per il suo posizionamento, questo fuso viene chiamato anche Ora di Berlino, dal nome della metropoli posta a ridosso del suo meridiano medio, e per il fatto che in alcuni paesi questo orario fu introdotto dalle armate naziste durante la Seconda guerra mondiale. Per ragioni pratiche, i paesi in questo fuso orario coprono un'area più estesa, come nel caso di Francia e Spagna, per natura teoricamente in UTC in quanto attraversate dal meridiano di Greenwich, ma per motivi politici inserite nell'UTC+1.
Il punto più occidentale in cui è applicato UTC+1 in inverno è il Cabo Touriñán, in Galizia (43°02′N 9°18′W), mentre quello più orientale è sull'isola norvegese di Kvitøya a 80°09′N 32°35′E). Il fuso è indicato come Romance Standard Time nel pannello di controllo di Microsoft Windows.

## West Africa Time
I 15 Stati WAT che usano il fuso tutto l'anno come West Africa Time sono:
- Algeria
- Angola
- Benin
- Camerun
- Rep. Centrafricana
- Ciad
- Rep. del Congo
- RD del Congo:
  - Provincia di Kinshasa
  - Provincia del Congo Centrale
  - Provincia dell'Equatore
  - Provincia di Kwango
  - Provincia di Kwilu
  - Provincia di Mai-Ndombe
  - Provincia di Mongala
  - Provincia di Tshuapa
  - Provincia del Nord Ubangi
  - Provincia del Sud Ubangi
- Gabon
- Guinea Equatoriale
- Marocco
  -  Sahara Occidentale marocchino
- Niger
- Nigeria
- São Tomé e Príncipe
- Tunisia

Si sottolinea il caso particolare dell'Algeria e del Marocco che, in quanto attraversati o dal meridiano zero o addirittura ad ovest di esso, adottano questo fuso come espediente artificiale di ora legale permanente.

## Central European Time
I 30 Stati o territori CET che usano il fuso solo in inverno come Central European Time sono:
- Albania
- Andorra
- Austria
- Belgio
- Bosnia ed Erzegovina
- Città del Vaticano
- Croazia
- Danimarca
- Francia
- Germania
- Gibilterra (territorio britannico)
- Italia
- Liechtenstein
- Lussemburgo
- Macedonia del Nord
- Malta
- Monaco
- Montenegro
- Norvegia
- Paesi Bassi
- Polonia
- Rep. Ceca
- San Marino
- Serbia
- Slovacchia
- Slovenia
- Spagna
- Svezia
- Svizzera
- Ungheria

Come accennato, nei casi francese (eccetto la Corsica),  spagnolo, belga, olandese e lussemburghese l'inclusione in questo fuso comporta nei fatti un'ora legale permanente, che diventa addirittura doppia in estate.

## Western European Summer Time
Sono 4 gli Stati e territori WEST che usano il fuso solo in estate come Western European Summer Time:
- Fær Øer (territorio danese)
- Irlanda
- Portogallo
- Regno Unito
- Arcipelago spagnolo delle  Canarie

## Storia
Molti paesi di UTC+1 utilizzavano GMT in passato:
- Andorra, tra 1901 e 1946
- Belgio, tra 1892 e 1914 e tra 1919 e 1940
- Francia, tra 1911 e 1940 e tra 1944 e 1945
- Gibilterra, tra 1880 e 1957
- Lussemburgo, tra 1918 e 1940
- Marocco fino al 2018
- Monaco, tra 1911 e 1945
- Spagna sino 1942

Reciprocamente, diversi paesi in altri fusi orari hanno utilizzato l'UTC+1 in passato:
- Lituania, tra 1920 e 1940 e tra il 1941 e il 1944
- Lettonia, Estonia, Bielorussia e Ucraina durante l'occupazione nazista fra il 1941 e il 1944
- Portogallo, tra 1966 e 1976 e tra 1992 e 1996
- Regno Unito e Irlanda, tra 1940 e 1945 in inverno (GMT+2 in estate). Tra il 18 febbraio 1968 e il 31 ottobre 1971, GMT+1 fu utilizzato tutto l'anno
- Libia nel 2013-2014